# Carla Calò
Pour les articles homonymes, voir Calò.
Carla Calò, née à Palerme le 21 septembre 1926 et morte à Forano le 29 décembre 2019, est une actrice italienne. Elle a parfois été créditée comme Carrol Brown et Cicely Clayton,.

## Biographie
Née à Palerme, Carla Calò a commencé sa carrière sur scène, notamment dans Il berretto a sonagli de Luigi Pirandello mis en scène par Luigi Squarzina. Elle est aussi active au théâtre dialectal et dans l'avanspettacolo. Elle fait ses débuts au cinéma en 1949, dans Il falco rosso de Carlo Ludovico Bragaglia. Au début de sa carrière, Calò joue plusieurs rôles principaux, puis, à partir de la seconde moitié des années 1950, elle devient l'une des actrices les plus actives du cinéma italien, jouant aussi dans des séries de télévisées,.

## Filmographie partielle
- 1949 : 
  - Le Faucon rouge (Il falco rosso) de Carlo Ludovico Bragaglia
  - Totò le Moko de Carlo Ludovico Bragaglia
  - Il conte Ugolino de Riccardo Freda
- 1950 : Plus fort que la haine (film, 1950)  (Gli inesorabili) de Camillo Mastrocinque
- 1953 : 
  - Il tesoro del Bengala de Gianni Vernuccio
  - Madonna delle rose de Enzo Di Gianni
  - La pattuglia dell'Amba Alagi de Flavio Calzavara
- 1954 :
  - Le Tigre de Malaisie (I misteri della giungla nera) de Gian Paolo Callegari
  - Le Mystère de la jungle noire de Gian Paolo Callegari et Ralph Murphy
  - La sultana Safiyè de Giuseppe Di Martino
- 1955 : 
  - Rêve d'amour (Suonno d'ammore) de Sergio Corbucci
  - Una sera di maggio de Giorgio Pastina
  - Vendicata! de Giuseppe Vari
  - Il cantante misterioso de Marino Girolami
  - Ritrovarsi all'alba de Adolfo Pizzi
  - La ladra de Mario Bonnard
  - Il canto dell'emigrante de Andrea Forzano
- 1956 : 
  - Cantando sotto le stelle de Marino Girolami
  - Sette canzoni per sette sorelle de Marino Girolami
- 1957 : 
  - A vent'anni è sempre festa de Vittorio Duse
  - La canzone più bella de Franco Bertolini
- 1958 : 
  - Il romanzo di un giovane povero de Marino Girolami
  - Capitan Fuoco de Carlo Campogalliani
  - Due selvaggi a corte de Ferdinando Baldi
- 1959 :
  - Quel tesoro di papà de Marino Girolami
  - La Terreur des barbares de Carlo Campogalliani
  - Spavaldi e innamorati de Giuseppe Vari
  - Agosto, donne mie non vi conosco de Guido Malatesta
- 1960 : 
  - La Vengeance d'Hercule de Vittorio Cottafavi
  - La rivolta dei mercenari de Piero Costa
  - L'ultimo dei vichinghi de Giacomo Gentilomo
  - Spade senza bandiera de Carlo Veo
- 1961 :
  - Il trionfo di Maciste de Tanio Boccia
  - Il était trois flibustiers de Steno (réalisateur)
  - Gerarchi si muore de Giorgio Simonelli
  - Drakut il vendicatore de Luigi Capuano
  - 5 marines per 100 ragazze de Mario Mattoli
- 1962 :
  - Anni ruggenti de Luigi Zampa
  - Zorro l'intrépide (Zorro alla corte di Spagna) de Luigi Capuano
  - La smania addosso de Marcello Andrei
  - Jules César, conquérant de la Gaule de Tanio Boccia
- 1963 :
  - Avventura al motel de Renato Polselli
  - La ragazza di Bube de Luigi Comencini
  - Il terrore dei mantelli rossi de Mario Costa
  - L'Aigle de Florence (Il magnifico avventuriero) de Riccardo Freda
  - D'Artagnan contro i 3 moschettieri de Fulvio Tului
  - Brenno le tyran de Giacomo Gentilomo
- 1964 :
  - La Crypte du vampire (La cripta e l'incubo) de Camillo Mastrocinque
  - 002 Agents secrets de Lucio Fulci
  - Alla conquista dell'Atkansas de Alberto Cardone
  - Sindbad contro i sette saraceni de Emimmo Salvi
  - Hercule l'invincible (Ercole l'invincibile) de Alvaro Mancori
  - Le sette vipere de Renato Polselli
  - Erik, le Viking (Erik il vichingo) de Mario Caiano : mère d'Erik
  - FBI chiama Istanbul de Emimmo Salvi
  - Les Sentiers de la haine (Il piombo e la carne) de Marino Girolami
- 1965 :
  - Veneri in collegio de Marino Girolami
  - Les espions meurent à Beyrouth (Le spie uccidono a Beirut) de Luciano Martino et Mino Loy
  - Lo sterminatore dei barbari de Piero Regnoli
  - Racconti a due piazze de Jean Delannoy
  - Gli uomini dal passo pesante de Mario Sequi et Alfredo Antonini
  - La trappola scatta a Beirut de Manfred R. Kolher
  - Spie contro il mondo de Alberto Cardone
  - L'affare Beckett de Osvaldo Civirani
  - Les Colts de la violence (1000 dollari sul nero) d'Alberto Cardone
- 1966 : Mondo pazzo... gente matta! de Renato Polselli
- 1968 :
  - I vigliacchi non pregano de Mario Siciliano
  - Hallo Ward!... e furono vacanze di sangue de Julio Salvador
  - Une veuve dans le vent (Meglio vedova) de Duccio Tessari
- 1969 :
  - Les Sept Bérets rouges (Sette baschi rossi) de Mario Siciliano
  - Le calde notti di Poppea de Guido Malatesta
- 1970 : Erika de Filippo Walter Ratti
- 1972 : Tedeum de Enzo G. Castellari
- 1973 :
  - Les Grands Fusils (Tony Arzenta) de Duccio Tessari (1973)
  - Anna, quel particolare piacere de Giuliano Carnimeo
- 1974 :
  - La Mort lente (La moglie giovane) de Giovanni D'Eramo
  - La cameriera de Roberto Bianchi Montero
  - Perversione de Manuel Mur Oti
- 1975 :
  - Calore in provincia de Roberto Bianchi Montero
  - Gente di rispetto de Luigi Zampa (1975)
  - Una vergine in famiglia de Mario Siciliano
  - Salvo D'Acquisto de Romolo Guerrieri
- 1976 :
  - La cameriera nera de Mario Bianchi
  - Campagnola bella de Mario Siciliano
  - L'Italia s'è rotta de Steno
  - Scandalo de Salvatore Samperi
- 1977 : La sorprendente eredità del tonto di mammà de Roberto Bianchi Montero
- 1990 : Verso sera de Francesca Archibugi
- 1995 : Io e il re de Lucio Gaudino